# Tatsuma Yoshida
Tatsuma Yoshida (吉田 達磨 Yoshida Tatsuma?,  nacido el 9 de junio de 1974 en Chiba) es un exfutbolista japonés. Jugaba de centrocampista y su último club fue el Jurong.

## Trayectoria

### Clubes
| Club               | País     | Año         |
| ------------------ | -------- | ----------- |
| Kashiwa Reysol     | Japón    | 1993 - 1996 |
| Kyoto Purple Sanga | Japón    | 1997 - 1998 |
| Montedio Yamagata  | Japón    | 1999 - 2001 |
| Jurong             | Singapur | 2002        |